# 尼格爾的葉子
《尼格爾的葉子》（英語：Leaf by Niggle）是J·R·R·托爾金創作的短篇小說，首度發表於1945年1月的《都柏林評論》上。

## 情節概要
故事主角是善良而又懶惰的畫家尼格爾，他多年來一心要完成一幅畫作，從小樹葉一直發展到位在森林之中的一棵樹。尼格爾雖知悉自己來日無多，但因許多瑣事耽擱而一直未能完成該幅畫作。一次他在風雨中病倒後，搭乘火車開始了旅程，第一站是工廠，尼格爾在那裡工作了一個世紀，後來他搭上火車繼續旅程，進入他畫中的世界，與老鄰居帕立斯重逢，兩人一同讓森林變得更加完善。最後尼格爾在嚮導的指引下，進入他嚮往已久的山內。

## 創作背景
托爾金在撰寫《魔戒》的停頓期間創作了《尼格爾的葉子》，這個故事的靈感主要來自於一起事件，他在諾斯摩爾路的鄰居艾格紐老太太曾在聊天時表態希望砍掉路上的一棵白楊樹，因為擔心暴風雨時該棵白楊樹會倒在她的屋子上，熱愛大自然的托爾金便勸艾格紐老太太應該將樹保留，後來他因此有了靈感，而逐漸寫出《尼格爾的葉子》。一年之後，他有了繼續撰寫《魔戒》動力。
托爾金的女兒普麗西拉認為《尼格爾的葉子》有自傳色彩，對托爾金「有慰藉、淨化、解放心靈之效」。托爾金本人也曾認為他的中土大陸神話就是他「自己的內心之樹」。

## 分析
學者柯林·杜瑞茲認為：畫家尼格爾象徵著托爾金本人，樹葉代表《哈比人》、樹則代表《魔戒》和《精靈寶鑽》這樣宏大的故事，森林代表中土大陸，旅程代表死亡，工廠代表地獄，尼格爾嚮往已久的山代表天國。